# Нашивка за участь у бойових діях (США)
Нашивка за участь в бойових діях (США) (англ. Combat Action Ribbon) — відзнака (нашивка) Військово-морських сил, Корпусу морської піхоти та Берегової охорони США на знак визнання заслуг військовослужбовців, які взяли активну участь у боях під вогнем противника на суходолі чи водній поверхні, починаючи з 7 грудня 1941 року.
Нагорода флоту була заснована 17 лютого 1969 року для заохочення усіх військовиків ВМС та морської піхоти, в ранзі до капітана на флоті та полковника у Корпусі морської піхоти, що «активно діяли в боях на суші та на воді». Льотний склад морської авіації та персоналу забезпечення польотів нагороджувався Повітряною медаллю
Нагорода Берегової охорони була започаткована 16 липня 2008 року й за визначенням присвоювалась усім військовослужбовцям Берегової охорони в чині до капітана включно «за активну участь у наземних та морських боях».

## Критерії нагородження
Нашивка за участь у бойових діях вручається тільки особам; нагородження частин, підрозділів або військових колективів не передбачається вимогами до нагороди. Для відповідності критеріям до подавання на нагородження нашивкою військовослужбовець має взяти участь у бою з противником, бути під ворожим вогнем або бути атакованим силами супротивника.
Нагорода носиться на лівому боці військової форми одягу.